# نلی گورباکووا
نلی گورباکووا (انگلیسی: Nelli Gorbatkova; ۲۵ ژوئن ۱۹۵۸ – ۷ اوت ۱۹۸۱) بازیکن هاکی روی چمن اهل اتحاد جماهیر شوروی سوسیالیستی بود. او در تیم ملی هاکی روی چمن شوروی بازی می‌کرد و به عنوان یکی از بازیکنان برجسته تاریخ هاکی روی چمن شناخته می‌شود.
نلی گورباکووا در دوران کودکی به هاکی روی چمن علاقه‌مند شد و با تلاش و تمرینات بسیار، موفق شد به یکی از بهترین بازیکنان هاکی روی چمن در شوروی تبدیل شود. او در سال ۱۹۸۰ در المپیک تابستانی مسکو به همراه تیم ملی هاکی روی چمن شوروی شرکت کرد و در این رقابت‌ها به عنوان یکی از بازیکنان برجسته تیم خود شناخته شد.